# Білокур Іван Григорович
Іва́н Григо́рович Білоку́р (24 листопада 1934, Богданівка — 28 жовтня 1999, Херсон) — український скульптор; член Спілки радянських художників України з 1970 року.

## Біографія
Народився 24 листопада 1934 року народився в селі Богданівці (нині Бориспільський район Київської області, Україна). Небіж художниці Катерини Білокур. Протягом 1954—1960 років навчався в Київському державному художньому інституті, був учнем Михайла Лисенка. Дипломна робота — скульптура «Ярослав Галан», була представлена на республіканській та всесоюзній виставках, відзначена премією.
З 1960 року працював у Херсонському обласному товаристві художників. Мешкав у Херсоні в будинку на проспекті Ушакова, № 51, квартира № 19. Помер у Херсоні 28 жовтня 1999 року.

## Творчість
Працював у галузях станкової та монументальної скульптури. Серед робіт:
станкова скульптура
- «Повернення» (1961, штучний камінь)[2];
- «Студент» (1967);
- «У концтаборі» (1967);
- «Робітник» (1968);
- «На блакитних просторах» (1969);
- «Повернувся» (1969);
- «Пилип Комков, керівник підпілля у Херсоні» (1969);
- «Лист з фронту» (1972, штучний камінь);
- «Портрет медсестри»;
- «Вісті з фронту»;
- «На панщині».

монументальні роботи
- погруддя Героя Радянського Союзу Івана Кудрі у селищі Чаплинці (1968; 46°22′24″ пн. ш. 33°32′17″ сх. д. / 46.37347° пн. ш. 33.53792° сх. д.);
- пам'ятник Тарасу Шевченку в Херсоні на проспекті Текстильників (1971, архітектор Юрій Тарасов);
- першим корабелам у Херсоні (1972, у співавторстві з Володимиром Потребенком та Василем Шкуропатом, архітектори Юрій Тарасов і Г. П. Сикула);
- горельєф «Битва»/«Солдати Суворова у бою» в Херсоні (1980; виконаний при реконструкції майданчика біля пам'ятника Олександру Суворову);
- пам'ятник Катерині Білокур у селі Богданівці на території Музею-садиби Катерини Білокур (1982);
- пам'ятник Тарасу Шевченку у Залаегерсезі, Угорщина (1986, архітектор Михайло Костюченко);
- пам'ятник Богдану Хмельницькому у Бериславському районі (1995, у співавторстві з Володимиром Потребенком);
- пам'ятний знак «Ніка» в Херсоні (1995, у співавторстві);
- надгробок П. П. Завгородньому[3].

|                       |                   |                   |             |                             |         |
| Т. Шевченко у Хесоні. | Першим корабелам. | горельєф «Битва». | К. Білокур. | Т. Шевченко у Залаегерсезі. | «Ніка». |

Протягом 1989–1999 років створив багато медалей, зокрема: «Михайло Грушевський», «Іван Мазепа», «Василь Стус», «Володимир Винниченко», «500 років українському козацтву», «Леся Українка».
Брав участь в обласних, республіканських і закордонних виставках з 1961 року Зокрема за кордоном провів виставки у Болгарії у 1974–1982 роках, Угорщині у 1986 році. 2001 року відбулася посмертна його виставка у Херсонському художньому музеї імені Олексія Шовкуненка.